# سيلستين بابايارو
سيلستين بابايارو (بالإنجليزية: Celestine Babayaro)‏، من مواليد 29 أغسطس 1978 في كادونا في نيجيريا، هو لاعب كرة قدم نيجيري معتزل.
بدأ مسيرته الكروية مع نادي آندرلخت البلجيكي في عام 1994، ولعب معهم حتى عام 1997، وشارك معهم في 75 مباراة وسجل 8 أهداف، وفي عام 1997 انتقل إلى نادي تشيلسي الإنجليزي، ولعب معهم حتى عام 2005، ولعب معهم 160 مباراة وسجل 6 أهداف. ومنذ عام 2005 وحتى 2008 لعب مع نادي نيوكاسل يونايتد الإنجليزي.
و قد بدأ باللعب مع منتخب نيجيريا لكرة القدم في عام 1995.

## روابط خارجية
- سيلستين بابايارو على موقع الاتحاد الدولي (مؤرشف)  (الإنجليزية)
- سيلستين بابايارو على موقع الاتحاد الأوربي (الإنجليزية)
- سيلستين بابايارو على موقع قاعدة بيانات كرة القدم.إي يو (الإنجليزية)
- سيلستين بابايارو على موقع ناشيونال فوتبول تيمز (الإنجليزية)
- سيلستين بابايارو على موقع Soccerbase.com (لاعب) (الإنجليزية)
- سيلستين بابايارو على موقع عالم كرة القدم.نت (الإنجليزية)
- سيلستين بابايارو على موقع أوليمبيديا (الإنجليزية)